# Schaduwen
Schaduwen is een kunstwerk in Amsterdam-Zuid.
Schaduwen is een ontwerp van kunstenaar Ram Katzir. Hij bracht met dit beeld, dat ligt op het Olympiaplein in Amsterdam-Zuid, een kunstzinnige weergave van een razzia die in die buurt werd gehouden op 20 juni 1943. Het was de laatste grootse razzia binnen de Gemeente Amsterdam. Het grootste deel van de Joodse bevolking was al gedeporteerd, een veel kleiner deel zat ondergedoken. De razzia kwam als een verrassing, want vorige razzia's leverden niet het verwachte aantal te deporteren mensen op.
Katzir liet zich inspireren door een foto die tijdens de bewuste razzia door NSB'er Herman Heukels was gemaakt en in het bezit is van het NIOD. Katzir beeldde alleen de schaduwen in de foto af, als teken dat slechts weinig mensen reageerden en de meeste de andere kant op keken. De te deporteren mensen waren al niet meer dan hun schaduw. De kunstenaar ging ten behoeve van die schaduwen terug naar de plek waar de foto is genomen; hij moest onderzoek doen naar de zonnestand en de positie van de fotograaf. De kunstenaar werkte samen met leerlingen van het Amsterdams Lyceum.
Maandag 20 juni 2022 werd de plaquette behorend bij het werk onthuld. Het werk lag toen al zichtbaar “op straat”. Uit de lichte (kleur) trottoirtegels zijn figuren uitgesneden, die vervolgens met asfalt werden opgevuld. Het beeld kwam er in opdracht van Gemeente Amsterdam.

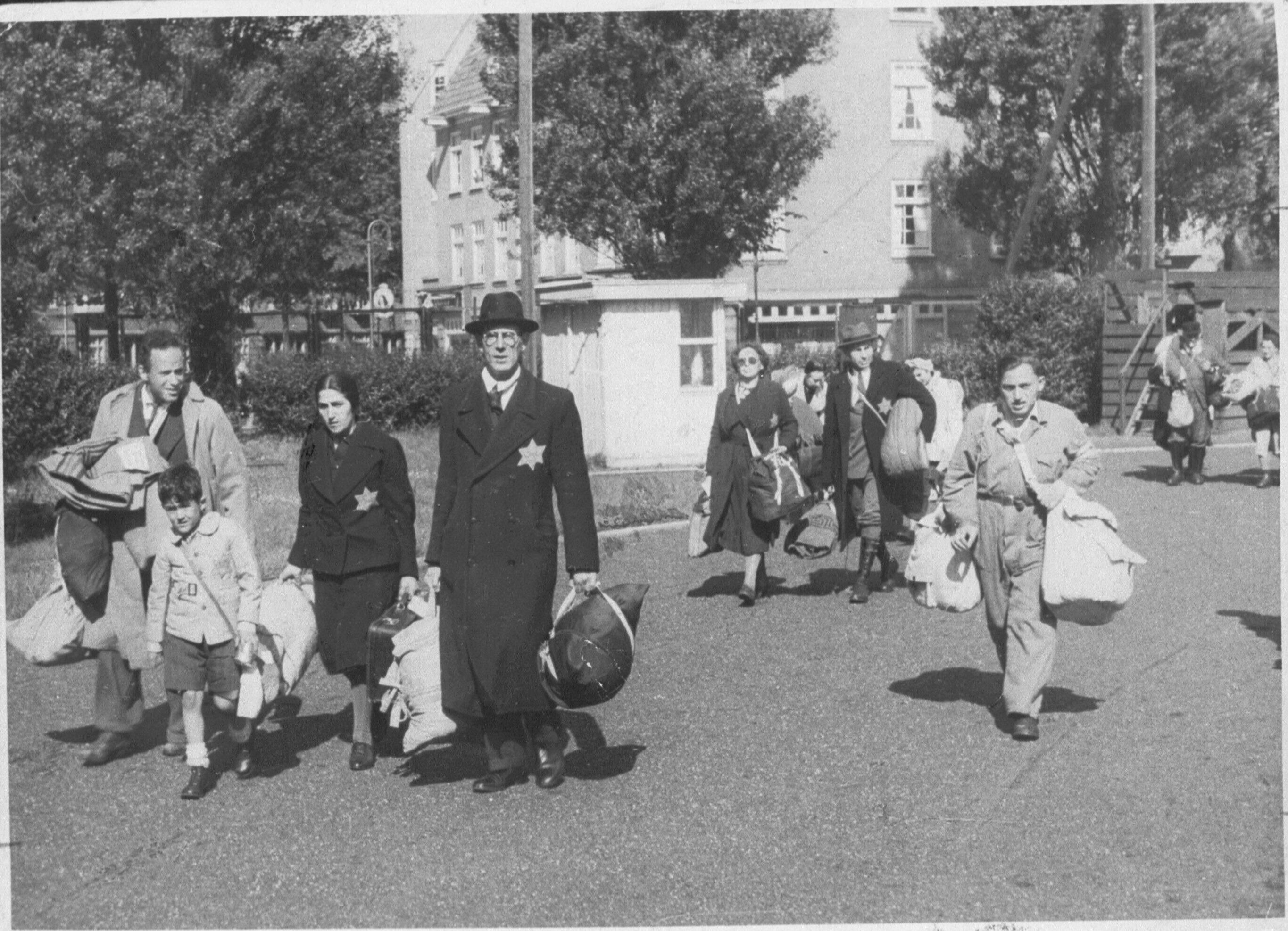
Inspiratiebron uit 1943